# Dombey and Son
Dombey and Son (pt.: Dombey & Filho) é um romance de Charles Dickens publicado em série entre 1 de outubro de 1846 e 1 de abril de 1848 e lançado em livro em 1848. O seu título completo é Dealings with the Firm of Dombey and Son: Wholesail, Retail and Exportation. Dickens começou a escrever o livro em Lausanne, na Suíça, antes de regressar a Inglaterra, através de Paris, para o completar. As ilustrações foram feitas por Hablot Knight Browne.
As personagens do livro demonstram interesse pelos caminhos-de-ferro e este livro foi escrito numa época em que esta forma de transporte estava no seu auge. Entretanto, o mar torna-se numa representação do passado .